# Notosciobia
Notosciobia is een geslacht van rechtvleugeligen uit de familie krekels (Gryllidae). De wetenschappelijke naam van dit geslacht is voor het eerst geldig gepubliceerd in 1915 door Lucien Chopard.

## Soorten
Het geslacht Notosciobia omvat de volgende soorten:
- Notosciobia animata Otte, 1987
- Notosciobia canala Otte, 1987
- Notosciobia fausta Otte, 1987
- Notosciobia goipina Otte, 1987
- Notosciobia hirsuta Otte, 1987
- Notosciobia lifouensis Gorochov, 1986
- Notosciobia nola Otte, 1987
- Notosciobia oubatchia Otte, 1987
- Notosciobia paranola Otte, 1987
- Notosciobia poya Otte, 1987
- Notosciobia puebensis Otte, 1987
- Notosciobia rex Otte, 1987
- Notosciobia rouxi Chopard, 1915
- Notosciobia thiensis Otte, 1987
- Notosciobia velutina Chopard, 1915